# Mayos (Matomb)
Pour les articles homonymes, voir Mayos.
Mayos est un village de la région du Centre du Cameroun. Il est localisé dans l'arrondissement (commune) de Matomb et le département du Nyong-et-Kéllé.
Mayos, depuis quelques jours, est traversé par l'autoroute Yaoundé-Bibodi.

## Population et société
Mayos comptait 296 habitants lors du dernier recensement de 2005. La population est constituée pour l’essentiel de Bassa.